# Žiga Grošelj
Pour les articles homonymes, voir Grošelj.
Žiga Grošelj, né le 31 août 1993 à Idrija, est un coureur cycliste slovène.

## Biographie
Son petit frère Matic a également été coureur cycliste. 
En 2017, il intègre l'équipe continentale slovène Adria Mobil. Il met un terme à sa carrière de coureur à l'issue de la saison 2021. 

## Palmarès
- 2016
  - Classement général du Tour du lac Poyang
  - 3e de Croatie-Slovénie

## Classements mondiaux
| Année                                 | 2016  | 2017  | 2018 | 2019  | 2020  | 2021  |
| ------------------------------------- | ----- | ----- | ---- | ----- | ----- | ----- |
| Classement mondial                    | 1128e | 1467e | 915e | 1596e | 2130e | 2339e |
| UCI Europe Tour                       | 768e  | 1034e | 589e | 1060e | 1553e | 1561e |
| UCI Asia Tour                         | nc    | 481e  | 537e |       |       |       |
|                                       |       |       |      |       |       |       |
| Légende : nc = non classéSource : UCI |       |       |      |       |       |       |